# حوزه انتخابیه سی‌ویکم تگزاس
حوزه انتخابیه سی‌ویکم تگزاس یک حوزه انتخابیه مجلس نمایندگان آمریکا است که در ایالت تگزاس قرار دارد.